# Sherwood Anderson

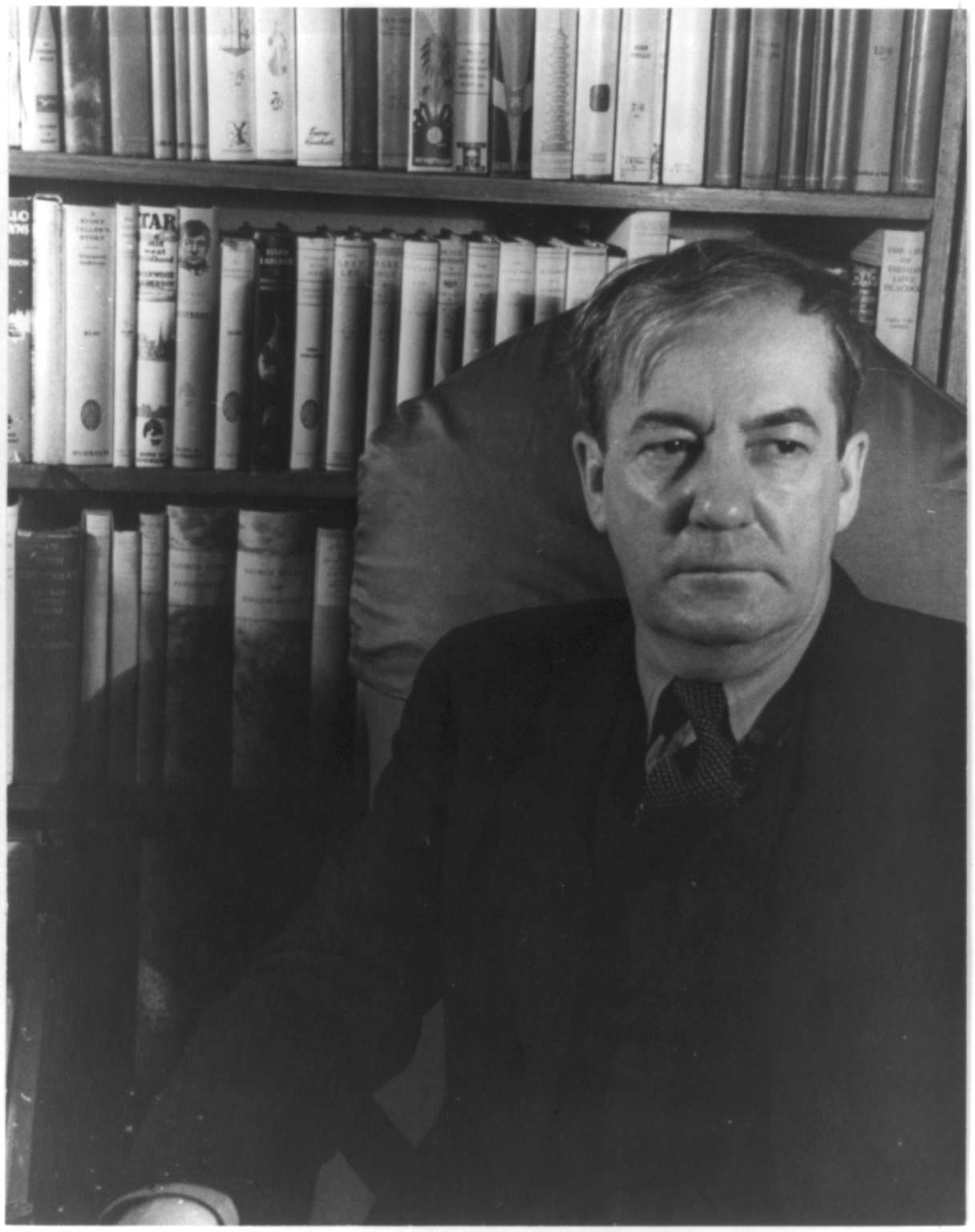
Sherwood Anderson, am 29. November 1933 von Carl van Vechten porträtiert

Sherwood Anderson (* 13. September 1876 in Camden, Ohio; † 8. März 1941 in Colón, Panama) war ein US-amerikanischer Schriftsteller. Insbesondere sein Werk Winesburg, Ohio aus dem Jahr 1919 gilt als bedeutender Klassiker der amerikanischen literarischen Moderne.

## Leben und Werk

### Kindheit, Jugend und berufliche Anfänge
Sherwood Anderson wurde 1876 als drittes von sieben Kindern der Eheleute Irwin und Emma Smith Anderson in Camden, einem Dorf im Südwesten des Staates Ohio geboren. Durch berufliche Wechsel des Vaters, eines Geschirrmachers, zog die Familie in Andersons Kindheit mehrmals um. 1879 lebte sie in Caledonia im mittleren Ohio, ab 1883 in Clyde nahe dem Eriesee. Der Ort wurde später Vorbild für die fiktive Ortschaft Winesburg, Ohio. Sherwood besuchte die Schule nur unregelmäßig, da er durch verschiedene Tätigkeiten, u. a. als Zeitungsjunge, zum Lebensunterhalt seiner Familie beitragen musste. 1895 starb im Alter von 42 Jahren seine Mutter an Schwindsucht.
1896 ging Sherwood Anderson nach Chicago und arbeitete in verschiedenen Berufen, wie etwa als Verwalter eines Warenhauses, hatte aber als ungelernter Arbeiter nur geringe Aussichten. 1898 nahm er als Soldat am Spanisch-Amerikanischen Krieg teil, traf mit seiner Einheit aber erst nach der spanischen Kapitulation auf Kuba ein und wurde selbst nicht im Kampf eingesetzt. 1899 holte er in Springfield seinen High-School-Abschluss nach. Im folgenden Jahr kehrte Anderson wieder nach Chicago zurück und wurde Anzeigenverkäufer und Werbetexter. 1904 heiratete er Cornelia Lane aus Toledo, mit der er drei Kinder zeugte. Anderson wechselte mehrmals Beruf und Wohnort und war Leiter eines Versandhauses in Cleveland und ab 1907 Leiter eines Handelsunternehmens für Farben und Lacke in Elyria. Zu dieser Zeit entstanden seine ersten eigenständigen Schreibversuche. Im November 1912 erlitt er einen Nervenzusammenbruch und kollabierte.

### Die Chicagoer Jahre. 1913–1921
Beruflich und familiär gescheitert, mit angeschlagener Gesundheit, zog Anderson 1913 erneut nach Chicago, um sich literarisch zu betätigen. Er kam in Kontakt mit einer Literatengruppe, die als Chicago Literary Renaissance bekannt wurde. Zu ihnen gehörten Harriet Monroe, Edgar Lee Masters, Theodore Dreiser, Carl Sandburg, Vachel Lindsay, Eunice Tietjens, Floyd Dell, Ben Hecht, Burton Rascoe und Lewis Galantière. Organ der „Chicago Literary Renaissance“ war die Literaturzeitschrift „The little review“, die Margaret Anderson (nicht verwandt) herausgab und für die Theodore Dreiser, Sherwood Anderson und Carl Sandburg Beiträge lieferten.
1915 folgte seine erste Veröffentlichung. In der sozialpolitischen Zeitschrift The Masses publizierte er die beiden ersten Abschnitte einer 1919 erschienenen Erzählung The book of the grotesque; weitere Geschichten des späteren Winesburg-Zyklus erschienen in The little Review und in The Seven Arts. 1916 ließ er sich von seiner Frau scheiden und heiratete Tennessee Mitchell. Sein erster Roman Windy McPherson’s son erschien mit Hilfe von Theodore Dreiser und Floyd Bell, 1917 auch sein zweiter Roman Marching Men. 1918 wurde sein erster Gedichtband Mid-American chants veröffentlicht. Alle drei Bücher fanden jedoch wenig Resonanz beim lesenden Publikum.
1919 publizierte er Winesburg, Ohio, einen Band von Erzählungen über das amerikanische Kleinstadtleben, deren Entstehung bis ins Jahr 1913 zurückreicht und die seinen Ruhm und Erfolg begründen. 1920 erschien sein Roman Poor white, in dem es Andersson jedoch nicht gelang, an die neugewonnene naturalistische Ästhetik von Winesburg, Ohio anzuschließen. 1921 erschienen Erzählungen und Gedichte unter dem Titel The Triumph of the Egg, für die er 1921 den Dial Award gewann, der ein Preisgeld von 2000 Dollar mit sich brachte. Mit diesem Geld finanzierte er seine spätere Europareise. Zu dieser Zeit begegnete er auch erstmals dem damals noch unbekannten 22-jährigen Journalisten Ernest Hemingway.

### Paris, New Orleans, Marion. 1921–1941
1921 ging Anderson nach Paris, wo er sich mit anderen ausgewanderten Schriftstellern wie Ford Madox Ford, Gertrude Stein und James Joyce traf. 1924 trennte Anderson sich von Tennessee Mitchell und heiratete in dritter Ehe Elizabeth Norma Prall, die nach Sherwood Andersons Tod 1969 ihre Memoiren veröffentlichen sollte. Bei einem Besuch in New Orleans traf er William Faulkner, dem er den Rat gab, über jene Dinge zu schreiben, die ihm vertraut seien. Nach dem Vorbild Andersons und seines Winesburg-Zyklus schuf Faulkner das Yoknapatawpha County als fiktives Abbild seiner eigenen Heimat im Staat Mississippi. Anderson setzte sich sehr für Faulkner ein und ermöglichte diesem die Veröffentlichung seines ersten Romanes Soldier's Pay. Faulkners dritter Roman Sartoris enthält eine Widmung für Anderson.
1925 brachte Anderson den Roman Dark laughter heraus, der sein einziger größerer Verkaufserfolg wurde. Aus dem Erlös kaufte er sich einen kleinen Bauernhof in der Nähe von Marion in Virginia. Sein Haus nannte er Ripshin und er publizierte auch in den Folgejahren mehrere Werke, darunter den autobiografischen Roman Tar. A midwest childhood. 1932 ließ er sich von seiner dritten Ehefrau scheiden. Sein Buch Beyond desire widmete er den in den vierziger Jahren aufkommenden Arbeiterunruhen in den Baumwollspinnereien des Südens. Im Folgejahr heiratete er in vierter Ehe Eleanor Gladys Copenhaver und veröffentlichte den Erzählband Death in the woods, das vorletzte zu seinen Lebzeiten erschienene Buch.
1937 wurde er in die American Academy of Arts and Letters aufgenommen. 1941 starb er während einer Schiffsreise nach Südamerika an einer akuten Bauchfellentzündung, verursacht durch einen verschluckten Zahnstocher.

## Wirkung
Nachdem die amerikanische Kurzgeschichte nach dem frühen Tod von Stephen Crane im Jahr 1900 viel von ihrer Originalität verloren und auf das Niveau „mechanisch reproduzierbarer Plot(s)“ mit teils moralisierendem Schluss herabgesunken war und durch Massenmedien verbreitet wurde, verdankt sie Sherwood Anderson eine Neubelebung. Er führte sie wieder auf das Niveau zurück, welches sie von Washington Irving bis zum Tode von Stephen Crane gehalten hatte. Anderson verwarf die Forderung nach einem spannenden Plot und setzte an dessen Stelle die slice of life story, die einen kurzen, aber entscheidenden Lebensabschnitt szenenhaft behandelt und den Charakter der Protagonisten aufscheinen lässt, ohne ihn vollständig zu durchleuchten. Entscheiden wird das wie des Erzählens. Wechselnde Erzählmodi, Rückblenden und Zeitsprünge treten an die Stelle einer linear erzählten Handlung.

## Werke
- Windy McPherson’s son. [Roman] John Lane, Publisher. New York 1916.
- Mid-American chants. [Gedichte] John Lane, Publisher. New York 1918.
- Winesburg, Ohio. A group of tales of Ohio small town life, Benjamin W. Huebsch, New York 1919. − Deutsch: Winesburg, Ohio. Roman um eine kleine Stadt. Übersetzt von Hans Erich Nossack, Suhrkamp, Frankfurt a. M. 1958, Neuausgabe mit einer Einführung von John Updike u. einem Nachwort von Jürgen Dierking, Suhrkamp 2000; Winesburg, Ohio. Eine Reihe von Erzählungen aus dem Kleinstadtleben Ohios. Übersetzt von Eike Schönfeld, mit einem Nachwort von Daniel Kehlmann, Manesse, Zürich 2012; Winesburg, Ohio. Eine Reihe Erzählungen vom Kleinstadtleben in Ohio. Übersetzt u. mit einem Essay von Mirko Bonné, Schöffling, Frankfurt a. M. 2012.
- Poor white. A novel. Benjamin W. Huebsch, Publisher. New York 1920. − Deutsch: Der arme Weiße, Roman. Übersetzt von Karl Lerbs, Insel, Leipzig 1925, Neuausgabe 1987.
- I Want to Know Why (dt. Ich möchte wissen warum in der revidierten Übersetzung 1978 von Karl Lerbs und Helene Henze). Ersterscheinung 1919 in der Zeitschrift The Smart Set. Veröffentlichung 1921 in der Anthologie The triumph of the egg.
- The triumph of the egg. A book of impressions from American life in tales and poems, by Sherwood Anderson, in clay by Tennessee Mitchell, photographs by Eugene Hutchinson. [Erzählungen u. Gedichte] Benjamin W. Huebsch, Publisher. New York 1921. − Deutsch: Das Ei triumphiert. Novellen. Übersetzt von Karl Lerbs, Insel, Leipzig 1926; Das triumphierende Ei. Hrsg. u. übersetzt von Jürgen Dierking, Achilla-Presse, Hamburg 1997.
- Many marriages. Benjamin W. Huebsch, Publisher. New York 1923. − Deutsch: Viele Ehen. Übersetzt von Rainer G. Schmidt, Achilla-Presse, Butjadingen 2011.
- Horses and men. Tales, long and short, form our American life. Benjamin W. Huebsch, Publisher. New York 1923. − Deutsch: Pferde und Männer. Hrsg. u. übersetzt von Jürgen Dierking, Achilla-Presse, Hamburg 1996.
- A story teller’s story. The tale of an American writer’s journey through his own imaginative world and through the world of facts, with many of his experiences and impressions among other writers, told in many notes, in four books, and an epilogue. Benjamin W. Huebsch, Publisher. New York 1924. − Deutsch: Der Erzähler erzählt sein Leben. Übersetzt von Karl Lerbs, Insel, Leipzig 1927. Eines Geschichtenerzählers Geschichte. Übersetzt von Karl Lerbs, rev. durch Helene Henze, Walter, Olten 1963.
- The modern writer. [Essay] Gelber & Lilienthal, Publishers. San Francisco 1925.
- Dark laughter. [Roman] Boni & Liveright, Publishers. New York 1925. − Deutsch: Dunkles Lachen. Übersetzt von Helene Henze, Walter, Olten 1963; Neuausgabe Suhrkamp, Frankfurt a. M. 1966, Kiepenheuer & Witsch, Köln 1987.
- Sherwood Anderson’s notebook. Containing articles written during the author’s life as a story teller, and notes of his impressions from life scattered through the book. [Fiktive Autobiographie] Boni & Liveright, Publishers. New York 1926.
- Tar. A midwest childhood. [Autobiographischer Romanessay] Boni & Liveright, Publishers. New York 1926.
- A new testament. [Prosa-Gedichte] Boni & Liveright, Publishers. New York 1927.
- Hello towns! [Zeitungsartikel] Horace Liveright, Publisher. New York 1929.
- Sherwood Anderson: Nearer the grass roots. And, by the same author, an account of a journey, Elizabethton. [Essay u. Reisebericht] Westgate Press. San Francisco 1929.
- Alice, and the lost novel. [Geschichten] E. Mathews & Marrot, Publishers. London 1929.
- The American country fair. [Essay] Random House Press. New York 1930.
- Perhaps women. [Essays] Horace Liveright, Publisher. New York 1931.
- Beyond desire. [Roman] Horace Liveright, Publisher. New York 1932.
- Death in the woods and other stories. [Geschichten] Shoreline Books. New York 1933.
- No swank. [Biographische Essays] Centaur Press. Philadelphia 1934.
- Puzzled America. Sketches of contemporary American life. [Zeitungsartikel] Charles Scribner’s sons, Publishers. New York 1935.
- Kit Brandon. A portrait. [Roman] Charles Scribner’s sons, Publishers. New York 1936.
- Plays. Winesburg and others. [Theaterstücke] Charles Scribner’s sons, Publishers. New York 1937.
- A writer’s conception of realism. An address delivered on January 20, 1939 at Olivet College. [Essay] Olivet College Press. Olivet (Michigan) 1939.
- Home town. Photographs by farm security photographers. [Photographienband] Alliance Book Corporation. New York 1940. − Deutsch: Kleinstadt in Amerika. Übersetzt von Maria v. Schweinitz, Langewiesche-Brandt, Ebenhausen b. Mnchn. 1956.
- Sherwood Anderson’s memoirs. [Erinnerungen] Harcourt, Brace & Co., Publishers. New York 1942.

Werkausgaben
- Werke. 4 Bde.: Dunkles Lachen (Ü.: Helene Henze), Der arme Weisse (Ü.: Karl Lerbs, rev. Helene Henze), Eines Geschichtenerzählers Geschichte (Ü.: Karl Lerbs, rev. Helene Henze), Winesburg, Ohio (Ü.: Hans Erich Nossack), Walter, Olten 1963.
- The complete works. 21 Bde. Hrsg. v. Kichinosuke Ohashi. Kyōto (Japan) 1982. [Unkritische Nachdruckausgabe]

Kritische Editionen
- Winesburg, Ohio. Authoritative text, backgrounds and contexts, criticism. Hrsg. v. Charles Ernest Modlin u. Ray Lewis White. A Norton critical edition. o. Bd. New York (New York) 1996.

Neue Übersetzungen ins Deutsche
- Winesburg, Ohio.
  - übersetzt und mit einem Essay von Mirko Bonné. Schöffling & Co, Frankfurt a. M. 2012, ISBN 978-3-89561-232-9.
  - übersetzt von Eike Schönfeld. Mit einem Nachwort von Daniel Kehlmann. Manesse, Zürich 2012, ISBN 978-3-7175-2268-3.
- Viele Ehen. (Many Marriages). Übersetzt und mit einem Nachwort versehen von Rainer G. Schmidt, Achilla-Presse, Butjadingen 2011.

## Monographien
- Cleveland Bruce Chase: Sherwood Anderson. Modern American writers. Bd. 7. New York (New York) 1927. 84 S.
- Maxwell David Geismar: The last of the provincials. The American novel. 1915–1925. Henry Louis Mencken, Sinclair Lewis, Willa Cather, Sherwood Anderson, Francis Scott Fitzgerald. London (England) 1947.
- Sherwood Anderson Reader. Hrsg. u. mit einer Einl. vers. v. Paul Rosenfeld. Boston (Massachusetts) 1947.
- Irving Howe: Sherwood Anderson. London (England) 1951.
- James Schevill: Sherwood Anderson. His life and work. Denver (Colorado) 1951.
- Sherwood Anderson. A bibliography. Hrsg. v. Eugene Paul Sheehy u. Kenneth A. Lohf. Los Gatos (California) 1960.
- Sherwood Anderson. Hrsg. v. Roger Asselineau. Configuration critique. Bd. 6. Paris (Frankreich) 1961.
- Rex Burbank: Sherwood Anderson. Twayne’s United States authors series. Bd. 65. New York (New York) 1964.
- Brom Weber: Sherwood Anderson. University of Minnesota pamphlets on American writers. Bd. 43. Minneapolis (Minnesota) 1964.
- The achievement of Sherwood Anderson. Essays in criticism. Hrsg. v. Ray Lewis White. Raleigh (North Carolina) 1966.
- Sherwood Anderson. An introduction and interpretation. Hrsg. v. David Daniel Anderson. American authors and critic series. o. Bd. New York (New York) 1967.
- Elizabeth Anderson u. Gerald R. Kelly: Miss Elizabeth. A memoir. An intimate account of life with Sherwood Anderson. Boston (Massachusetts) 1969.
- Ray Lewis White: The Merrill studies in Winesburg, Ohio. Columbus (Ohio) 1971. X, 114 S.
- William A. Sutton: The road to Winesburg. A mosaic of the imaginative life of Sherwood Anderson. Metuchen (New Jersey) 1972.
- Sherwood Anderson. A collection of critical essays. Twentieth century views. o. Bd. Hrsg. v. Walter B. Rideout. Englewood Cliffs (New Jersey) 1974.
- Sherwood Anderson. Dimensions of his literary art. A collection of critical essays. Hrsg. v. David D. Anderson. East Lansing (Michigan) 1976. XVI, 142 S.
- Sherwood Anderson. Centennial studies. Hrsg. v. Hilbert Haynes Campbell u. Charles E. Modlin. Troy (Michigan) 1976.
- Alfons Klein: Figurenkonzeption und Erzählform in den Kurzgeschichten Sherwood Andersons. Vandenhoeck & Ruprecht, Göttingen 1978. (= Palaestra 271).
- Frederick Krotz: Interpretationen amerikanischer Prosa unserer Zeit. Anderson, Hemingway, Faulkner, Steinbeck. Abhandlungen zur Kunst-, Musik- und Literaturwissenschaft. Bd. 238. Bonn 1979.
- Walter Göbel: Sherwood Anderson. Ästhetizismus als Kulturphilosophie. Britannica et Americana. Dritte Folge. Bd. 3. Heidelberg 1982. 170 S. [Diss. Univ. Marburg 1981]
- Kim Townsend: Sherwood Anderson. Boston 1987.
- Sherwood Anderson. Erzähler des amerikanischen Traums. Hrsg. v. Jürgen Dierking. Gulliver. Deutsch-englische Jahrbücher. Bd. 28. Hamburg 1990.
- Dichter und Modell oder Vom Handwerk des Schriftstellers. Konzepte und Figuren der Moderne. Hrsg. v. Johann P. Tammen. Die Horen. Zeitschrift für Literatur, Kunst und Kritik. Bd. 190. Bremerhaven 1998.
- Duane Simolke: Stein, gender, isolation, and industrialism. New readings of Winesburg, Ohio. Written 1992–1996. New York (New York) 1999.
- Claire Bruyère: Sherwood Anderson. Le grotesque tendre. Voix américains. o. Bd. Paris (Frankreich) 2001.
- Robert Dunne: A new book of the grotesques. Contemporary approaches to Sherwood Anderson’s early fiction. Kent (Ohio) 2005.
- John Earl Bassett: Sherwood Anderson. An American career, Susquehanna University Press, Selinsgrove (Pennsylvania) 2006.
- Mark Whalan: Race, manhood, and modernism in America. The short story cycles of Sherwood Anderson and Jean Toomer. Knoxville (Tennessee) 2007.
- Clarence B. Lindsay: Such a rare thing. The art of Sherwood Anderson’s Winesburg, Ohio. Kent (Ohio) 2009.